# 27311 Shannongonzales
27311 Shannongonzales este o planetă minoră (asteroid), cu un diametru de 6,253 km, din centura de asteroizi. A fost descoperită pe 5 ianuarie 2000 la Stația Anderson Mesa de Lowell Observatory Near-Earth-Object Search. 
Obiectul prezintă o orbită caracterizată de o semiaxă mare de 2,5962755 UAi, o excentricitate de 0,12, o înclinație de 14,19223 ° în raport cu ecliptica.